# Tithrone latipennis
Tithrone latipennis es una especie de mantis de la familia Acanthopidae.

## Distribución geográfica
Se encuentra en Colombia y Ecuador.